# بازگشت از مرگ (فرانکنشتاین ۲۰۰۰)
بازگشت از مرگ (فرانکنشتاین ۲۰۰۰) (ایتالیایی: Ritorno dalla morte (Frankenstein 2000)) فیلمی ترسناک به کارگردانی جو داماتو است که در سال ۱۹۹۲ منتشر شد و آخرین فیلم ترسناکی است که توسط این هنرمند کارگردانی شد. از بازیگران فیلم می‌توان به دانلد اوبراین، چینزیا مونرئاله، موریس پولی اشاره کرد.